# Marengo (Saskatchewan)
Marengo es un pueblo canadiense situado en la provincia de Saskatchewan.

## Superficie
Marengo tiene una superficie de 0,89 km².

## Demografía
En 2021, tenía 75 habitantes, una densidad poblacional de 84,3 hab./km², y 39 viviendas.